# Solbus Soltour ST11
Solbus Soltour ST11, Solbus Soltour ST11/I, Solbus Soltour ST11 RHD − autobus turystyczny lub międzymiastowy produkowany od 2006 roku przez Fabrykę Autobusów „Solbus” z Solca Kujawskiego.

## Historia
Prototypowy model z 2006 roku był oznaczony symbolem SL11T. Został sprzedany do PKS Leżajsk. Autobus był stylizowany we współpracy z firmami RTC i Teum ze Słowenii. Jest produkowany w odmianach międzymiastowej (Solbus Soltour ST11/I) oraz turystycznej (Solbus Soltour ST11). Ta druga jest o 200 mm wyższa, dzięki czemu zwiększono pojemność luków bagażowych. Pod względem technicznym jest bardzo podobny do wdrożonego do produkcji pod koniec 2007 roku modelu Solbus Solway SL11.
Filia handlowa firmy „Solbus” w Wielkiej Brytanii pod nazwą „Solbus UK Ltd” po targach „Bus & Coach Live 2007” w Birmingham rozpoczęła sprzedaż tego modelu w wersji dostosowanej do ruchu lewostronnego – „Solbus Soltour ST11 RHD”. W 2008 roku sprzedaż na rynkach Wielkiej Brytanii i Irlandii wyniosła kilka sztuk.